# 다도해해상국립공원
다도해 해상 국립 공원(多島海海上國立公園)은 전라남도 신안군 홍도에서 여수시에 이르는 황해와 남해 해상에 위치한 해상 국립공원으로 1981년 12월 23일에 지정되었다.

## 현황
8개 지구로 나뉘어 있을 정도로 광할한 자연경관을 이룬다.
| 위치     | 위치   | 지구                            | 면적         | 지정일           |  |
| -------- | ------ | ------------------------------- | ------------ | ---------------- |  |
| 전라남도 | 고흥군 | 팔영산 · 나로도                 | 2,321.512km2 | 1981년 12월 23일 |  |
| 전라남도 | 신안군 | 흑산도 · 홍도 · 비금도 · 도초도 | 2,321.512km2 | 1981년 12월 23일 |  |
| 전라남도 | 여수시 | 거문도 · 백도 · 금오도          | 2,321.512km2 | 1981년 12월 23일 |  |
| 전라남도 | 완도군 | 소안도 · 청산도                 | 2,321.512km2 | 1981년 12월 23일 |  |
| 전라남도 | 진도군 | 조도                            | 2,321.512km2 | 1981년 12월 23일 |  |

## 명승지
- 소안·청산 지구 : 보길도, 소안도, 청산도 등 (완도군 참조)

## 같이 보기
- 한려해상국립공원
- 황해
- 남해
- 동해

## 참고
- 네이버지도 - 남해앞바다
- 오픈스트리트맵 - 남해앞바다